# Escorinha
Pour les articles homonymes, voir Chapada.
 (mars 2023).
Si vous disposez d'ouvrages ou d'articles de référence ou si vous connaissez des sites web de qualité traitant du thème abordé ici, merci de compléter l'article en donnant les références utiles à sa vérifiabilité et en les liant à la section « Notes et références ».
L’escorinha (petit soutien en portugais), également appelée chapada (coup de plaque), est une technique de capoeira proche de l'uppercut, mais qui se donne avec la paume de la main. Elle est utile au cas où l'adversaire tente d'approcher à partir une position très basse, alors que l'uppercut n'est possible qu'à partir d'une certaine hauteur.